# Mónica Villarroel
Luz Mónica Villarroel Márquez es una periodista chilena e investigadora, académica y gestora cultural. Fue directora de la Cineteca Nacional de Chile entre 2015 y 2022 y coordinadora ejecutiva de la Coordinadora Latinoamericana de Archivos de Imágenes en Movimiento, CLAIM,e Investigadora especializada en cine latinoamericano y estudios culturales.  

## Biografía
Estudió en el Liceo N.º 1 Javiera Carrera de Santiago, centro educacional de niñas. Al terminar sus estudios, ingresó a estudiar Periodismo en la Universidad de Chile, titulándose el año 1988. 
Su práctica laboral la llevó a trabajar en el diario El Mercurio, en el área de cultura, donde estuvo hasta 1994. Luego, fue coordinadora de Áreas Artísticas del Ministerio Secretaría General de Gobierno, departamento de Cultura (1994-2000). 
En 2001 viajó a Brasil para estudiar en la Universidad Federal do Río Grande do Sul, donde obtuvo su Magíster en Comunicación e Información, con mención en Prácticas Culturales (2001-2003). 
Entre 2003 y 2004 fue encargada de prensa en el III y IV Festival de Dramaturgia Europea, organizado por el Centro Cultural de España, Goethe Instituto, British Council, Instituto Italiano de Cultura, Embajada Suiza y la Embajada de Francia en Chile. 
En 2006, asumió como Encargada de Cooperación y desarrollo y luego como Coordinadora de Difusión y Extensión de la Cineteca Nacional de Chile, donde permaneció hasta 2015, período durante el cual también obtuvo su doctorado en Estudios Latinoamericanos en la Universidad de Chile (2009-2015). Posteriormente, ejerció como directora de la Cineteca Nacional hasta 2022. 
En este marco, creó y dirigió 12 ediciones del Encuentro Internacional de Investigación sobre Cine Chileno y Latinoamericano. Diseñó y supervisó veinte proyectos nacionales e internacionales en áreas como formación de audiencias, salvaguarda y preservación de patrimonio audiovisual, investigación sobre colecciones de archivos, infraestructura y equipamiento, así como formación grupal, entre otros. Asimismo, participó en la creación de la red de salas de cine de Chile,impulsando su gestión.

## Carrera Profesional
Durante los años 1987 y 1994 trabajó como periodista en el Diario El Mercurio. Desde marzo de 1994 hasta diciembre del 2000 trabajó en el Ministerio Secretaría General de Gobierno, en el departamento de Cultura, como Coordinadora de Áreas Artísticas. Tuvo tres roles en la Cineteca Nacional de Chile, siendo encargada de Cooperación y desarrollo y luego coordinadora de Difusión y extensión, desde el año 2006, hasta que el 2015 fue nombrada directora de la institución que resguarda y difunde el patrimonio audiovisual y cinematográfico del país, ejerciendo el cargo hasta el año 2022.

### Docencia
Ha sido académica de diferentes universidades, entre ellas, la Universidad de Santiago, Universidad Academia de Humanismo Cristiano, Universidad Católica de Valparaíso, Universidad de Chile y Universidad Diego Portales. 
Actualmente es profesora del Instituto de Estética de la Facultad de Filosofía de la Pontificia Universidad Católica de Chile y de la Universidad Alberto Hurtado, donde imparte el curso de Comunicación, Medios e Identidad.

## Obras
Publicó su primer libro en el año 2005 bajo el título de 'La voz de los Cineastas: cine e identidad chilena en el umbral del milenio'. Posteriormente, con la editorial Cuarto Propio, publicó en 2012 el libro 'Señales contra el olvido: cine chileno recobrado'.Finalmente, en 2017, junto a la editorial LOM, el libro titulado 'Poder, nación y exclusión en el cine temprano: Chile-Brasil entre 1896 y 1933'.